# Textilní apretura
Apretura (z franc. apprêture = úprava) je souhrnný pojem pro všechny způsoby zušlechťování textilií s výjimkou barvení a potiskování.
Apretura se aplikuje jako finální úprava skoro výlučně na plošných textiliích používaných k oděvním nebo bytovým účelům. Jen výjimečně se apreturou zušlechťují příze.
V užším smyslu znamená apretura mechanickou úpravu ke zlepšení vlastností surových textilií odstraněním šlichty, hlazením, zplstěním atd. Jako apretura se označuje také zaplňování textilií želatinou, umělými disperzemi, klihem apod., specificky i škrobení.
Všeobecně se však, i v odborném jazyce, nedělá rozdíl mezi permanentním (nevypratelným) zušlechťováním a apreturou. (Také např. v angličtině se označení finishing používá pro obojí).
V odborné literatuře se obvykle rozeznávají tři druhy apretury (s příklady způsobů zušlechťování):
| Mechanická   | Termální    | Chemická          |
| kalandrování | karbonizace | aviváž            |
| broušení     | dekatování  | impregnování      |
| valchování   | požehování  | kašírování        |
| postřihování | termofixace | matování          |
| sanforizace  | laminování  | nemačkavá úprava  |
| počesávání   | bonding     | hydrofobní úprava |
| gaufrování   | paření      | nehořlavá úprava  |